# 察哈尔农民协会旧址
察哈尔农民协会旧址，位于中国河北省张家口市东湾子村，为张家口市桥东区的一个省级文物保护单位，类型为近现代文物，公布时间为1993年7月15日。
察哈尔农民协会旧址的历史年代为1924—1926年。